# Escola de Arte de Beuron

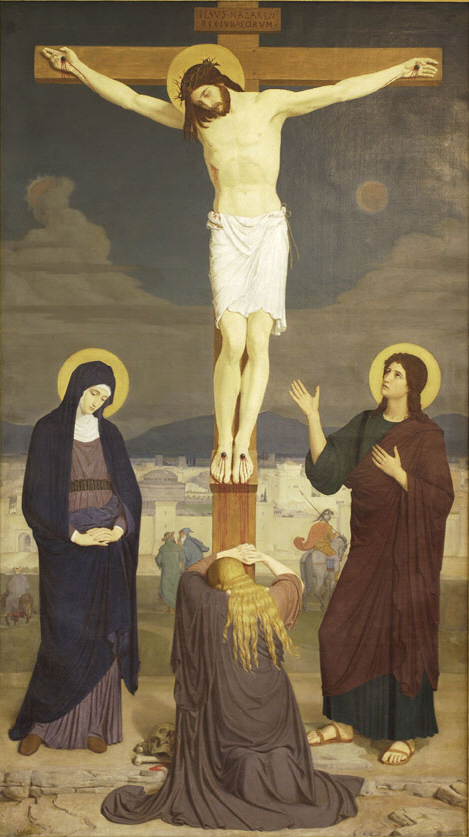
Stabat Mater por Gabriel Wuger da Escola de Arte de Beuron, 1868.

A Escola de Arte de Beuron foi fundada pelos monges beneditinos na Alemanha no final do século XIX.

## Principais nomes
Além do primeiro abade da Abadia de Beuron, Maurus Wolter (m. 1890), que fundou o mosteiro com seu irmão Placidus em 1863, os primeiros líderes da escola artística foram  Desiderius Lenz (1832–1928) e Gabriel Wüger (1829-1892).
Adelbert Gresnigt foi outro grande artista que trabalhou em decoração de igrejas no mundo inteiro, incluindo a Basílica Abacial de Nossa Senhora da Assunção do Mosteiro de São Bento da cidade de São Paulo.
Muitos artistas beneditinos trabalharam em colaboração com a escola, incluindo Jan Verkade, Thomaz Scheuchl, Adrien van Emelen e outros.

## Princípios
A arte beuronense é princilpamente conhecida por seus murais, com "coloração muda, tranquila e aparentemente misteriosa". Embora vários princípios diferentes estivessem em competição para formar o cânone da escola, "o princípio mais significativo ou cânone da escola de Beuron é o papel que a geometria desempenhou na determinação de proporções." Lenz elaborou a filosofia e o cânone de uma nova direção artística, baseada nos elementos da antiga arte egípcia, grega, romana, bizantina e cristã primitiva. Alguns dos outros princípios que Lenz usou para definir o estilo de Beuronese incluem:

- A arte fala à mente do espectador. A arte é em si mesma venerável e convida o espectador a adorar. Não se destaca corajosamente, mas faz parte de um ambiente de adoração ”.
- "As obras são anônimas, feitas por esforço de grupo, e não para a glória do artista, mas de Deus".
- Como nos ícones, o estilo beuronense favorece a imitação sobre a originalidade, com cópias à mão livre revelando o verdadeiro gênio de um artista.
-  Existe integração total de arte e arquitetura. Pintar e esculpir não são "bastidores" de um plano arquitetônico, mas parte integrante dele. A arte beuronense engloba pintura, arquitetura, vasos de altar e mobiliário.

## Coleções

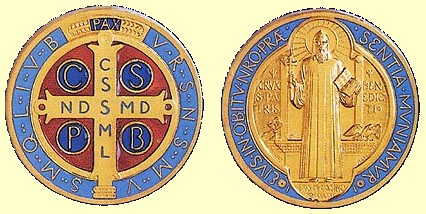
Medalha do Jubileu de São Bento, de autoria de Desiderius Lenz, feita para o 1400.o aniversário do nascimento de São Bento, em 1880

Uma das mais completas coleções da arte beuronense está localizada na Abadia da Concepção em Conception, Missouri, fundada por monges beuronenses que imigraram para os Estados Unidos. De acordo com o site da abadia, a "arte beuronense era revolucionária para o seu tempo, e também característica de seu tempo. Ofereceu uma abordagem estilizada, simplificada e hierática para a arte que afrontou as formas artísticas do Romantismo."
Uma série de murais intitulada "Vida da Virgem" foi criada sob a direção de Desiderius Lenz, Gabriel Wuger e Lukas Steiner entre 1880 e 1887 para a Abadia Beneditina de Emaús em Praga. Posteriormente destruído pelo fogo em 1945, durante a Segunda Guerra Mundial, duas cópias desse conjunto ainda existem. Um conjunto foi criado para Igreja Matriz de St. Mary em McKeesport, Pensilvânia, entre 1908 e 1910 pelos padres Bonaventure Ostendorp e Rapheul Pfister da Ordem de São Bento no St. Anselm College em Goffstown, New Hampshire. A igreja foi demolida em 1996. No entanto, a série "Vida da Virgem" foi restaurada e transferida para a Igreja Católica Nossa Senhora de Fátima em Carnegie, Pensilvânia. Um segundo conjunto de cópias localiza-se na Abadia Beneditina da Imaculada Conceição, em Conception, Missouri.

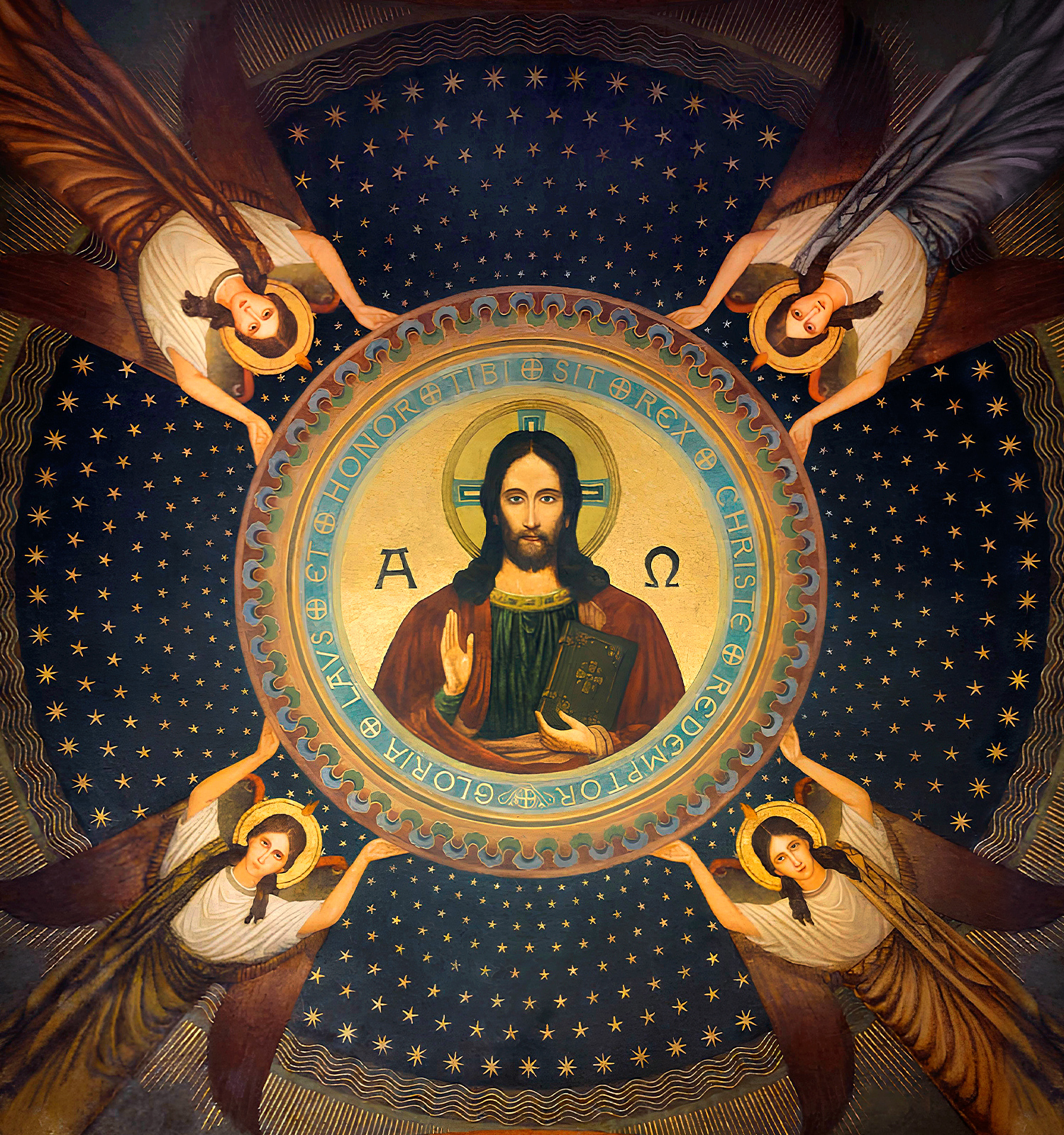
Cristo Pantocrator pintado por Adelbert Gresnigt no Mosteiro de São Bento (São Paulo) (1910-1920).

## Legado
A arte beuronense foi sugerida por vários estudiosos como tendo tido uma grande influência no pintor austríaco Gustav Klimt. Em 1898, logo após o início da Secessão de Viena, o padre Desidério Lenz publicou seu livro Zur Aesthetic der Beuroner Schule (Sobre a estética da escola de Beuron). Assume-se que Klimt leu o trabalho de Lenz com entusiasmo, e imagens da Abadia de Beuron, por exemplo, mostram seções do teto decorado que parecem ter causado um impacto direto nas pinturas douradas e decorativas de Klimt.